# Blue Mountains (Oregon, Washington)
Blue Mountains je pohoří na severozápadě Spojených států amerických. Leží na severovýchodě státu Oregon a jihovýchodě státu Washington.
Rozkládá se mezi Kaskádovým pohořím a Skalnatými horami. Blue Mountains je součástí Kolumbijské plošiny a představuje její největší horský komplex.
Nejvyšší horou je Rock Creek Butte (2 776 m), následují Elkhorn Peak (2 722 m) a Red Mountain (2 721 m).

## Geografie
Pohoří má celkovou rozlohu 10 500 km². Nadmořská výška pohoří se pohybuje mezi 2 500 až 2 800 m, výška nad terénem je pouze okolo 700 m. Pohoří se člení na menší celky - Ochoco, Aldrich, Strawberry, Greenhorn a další. Mezi horami se vyskytují kotliny, známá je například John Day Basin.